# Spiritualisme (théologie)
Ne pas confondre le spiritualisme (théologie) avec le spiritualisme moderne anglo-saxon.
Pour les articles homonymes, voir Spiritualisme.

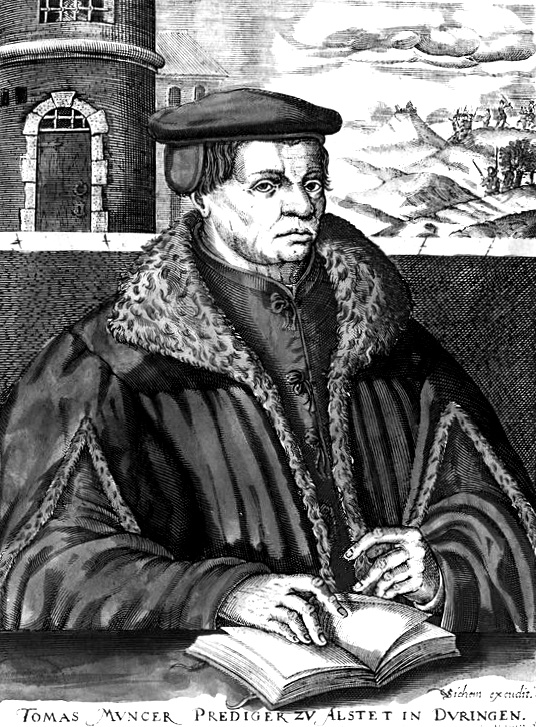
Thomas Muentzer.

Le spiritualisme est un courant religieux apparu en Allemagne à l'époque de la Réforme, qui considère que l'Esprit Saint est présent dans le corps humain ou dans la nature, et qui considère comme sans importance, voire rejette la plupart des formes extérieures de la religion, depuis l'église comme institution, les sacrements et les dogmes, et dans certains cas jusqu'à la Bible.
Le terme est parfois utilisé de manière générique pour l'ensemble de l'histoire du christianisme. Il est toutefois plus généralement utilisé pour désigner ce courant apparu au XVIe siècle, qui peut encore être identifié au XVIIe siècle et qui s'est prolongé dans le piétisme et chez les dissidents. Ce courant est parfois désigné sous le nom de « spiritualisme mystique » en raison de sa parenté avec le mysticisme médiéval, tel qu'il était représenté par exemple par Jean Tauler ou la Theologia Germanica (en).

## Vocabulaire
Le terme « spiritualiste », déjà utilisé depuis le milieu du XIXe siècle pour d'autres mouvements ou personnes, a remplacé les termes péjoratifs utilisés au XVIe siècle, comme « Schwärmer » (enthousiastes) ou « Schwarmgeister » (esprits enthousiastes), termes qu'on trouve sous la plume de Martin Luther.
Dans le monde anglo-saxon, le spiritualisme est souvent utilisé pour désigner le spiritisme. Par une rétro-traduction erronée, le spiritisme est alors parfois aussi appelé spiritualisme. Les tentatives d'établir un lien historique entre le spiritualisme du XVIe siècle et le spiritisme du XIXe siècle, par l'intermédiaire d'Emanuel Swedenborg et de Johann Heinrich Jung-Stilling, n'ont pas jusqu'à présent été couronnées de succès.

## Historique
Le spiritualisme était présent dans les premières années de la Réforme protestante, notamment chez un collègue de Luther, Andreas Bodenstein (dit Karlstadt), qui, après avoir quitté Wittenberg en 1522, s'est ouvert à des pensées mystiques qui l'ont amené à contester le pouvoir salvifique des sacrements. Son Traité de la communion de 1524 a ouvert le débat sur la cène et a également été significatif pour Zwingli, mais Luther l'a considéré à tort comme un adepte du « Schwärmertum » (« mouvement des enthousiastes »).
Un des représentants les plus importants du spiritualisme fut Thomas Müntzer, qui exercera une influence considérable sur toute l'« aile gauche » de la Réforme. Ses impulsions furent reprises dans l'anabaptisme (par exemple par Ludwig Hätzer (de) et Hans Denck (de)) ainsi que dans le spiritualisme individualiste (Sébastien Franck, Caspar Schwenckfeld) et dans le spiritualisme eschatologique ou apocalyptique (David Joris, Henry Nicholis).
Paracelse, ainsi que, à la fin du XVIe et au début du XVIIe siècle, Valentin Weigel et Jakob Böhme dont les écrits ont eu un impact bien au-delà du monde germanique, se situent dans une ligne de tradition distincte.
Enfin, avec Johann Arndt, le spiritualisme trouve une forme qui, malgré les exigences de l'orthodoxie luthérienne, est restée contagieuse dans l'Église luthérienne et a pu influencer le piétisme.

## Postérité
Les spiritualistes ont rarement formé des mouvements organisés. Les schwenkfeldiens, les premiers quakers et les gichtéliens (fondés par Johann Georg Gichtel) font exception. Ce n'est que dans le piétisme radical que des groupes de plus grande taille se sont formés, mais cela peut être considéré comme la « post-histoire » du spiritualisme.
Disciples de David Joris, les joristes resteront un groupe anabaptiste actif jusqu'au XVIIe siècle aux Pays-Bas, notamment en Frise Orientale.
Il existe une église schwenkfeldienne (en) aux États-Unis, qui regroupe des adhérents aux doctrines de Caspar Schwenckfeld. Elle n'a été constituée officiellement qu'assez tard, en 1909, sans doute à cause du mépris des schwenkfeldiens pour les formes extérieures de la religion.